# Saison 2 de MacGyver
 (août 2019).
Si vous disposez d'ouvrages ou d'articles de référence ou si vous connaissez des sites web de qualité traitant du thème abordé ici, merci de compléter l'article en donnant les références utiles à sa vérifiabilité et en les liant à la section « Notes et références ».
Chronologie
Saison 1 Saison 3
Cet article présente le guide des épisodes de la seconde saison de la série télévisée américaine MacGyver.

## Présentation
Cette seconde saison est composée de 22 épisodes et diffusée de 1986 à 1987.
Le personnage de Pete devient le second personnage principal après MacGyver.
Deux nouveaux personnages récurrents dans la série : Jack Dalton, un vieil ami de MacGyver, et Murdoc, son pire ennemi.

## Distribution

### Acteurs principaux
- Richard Dean Anderson : Angus MacGyver
- Dana Elcar : Peter Thornton (18 épisodes)

### Acteurs récurrents
- Bruce McGill : Jack Dalton (4 épisodes)
- Michael Des Barres : Murdoc (1 épisode)
- Teri Hatcher : Penny Parker (2 épisodes)
- John Anderson : Harry Jackson (2 épisodes)

## Épisodes

### Épisode 1:L'Élément humain
- États-Unis : 29 septembre 1986 sur ABC
- France : 7 février 1988 sur Antenne 2

- June Chadwick (Jill Ludlum)
- Peter Haskell (en) (Colonel Scott Woodward)

### Épisode 2:Le Liquidateur
40192-023
- États-Unis : 29 septembre 1986 sur ABC
- France : 13 mars 1988 sur Antenne 2

- Joe Santos (Jimmy Kendall le « Liquidateur » / Louis)
- Morgan Stevens (en) (Michael Simons)
- Richard L. Jamison (Ralph)
- Henry Jones (Charles Banning "Papa Chuck")
- Leigh Lombardi (Linda)

- On découvre MacGyver se livrer à une de ses grandes passions : le hockey sur glace.
- Pour une raison inconnue, Mac et Pete se vouvoient dans cet épisode, ainsi que les deux suivants.

### Épisode 3:La Double Piqûre
- États-Unis : 6 octobre 1986 sur ABC
- France : 21 février 1988 sur Antenne 2

- Richard Romanus (James Crowe)
- Al Fann (Kelly Sutton)
- Pamela Bowen (Joanne Remmings)
- Rex Ryon (Carl)
- Steve Eastin (Tony)

### Épisode 4:L'Enfant désiré
40192-025
- États-Unis : 20 octobre 1986 sur ABC
- France : 20 mars 1988 sur Antenne 2

- Leon Fan (Paul Chan)
- James Hong (Lee Wenying)
- James Pax (en) (Stone)
- George Takei (Dr. Shen Wei)
- Tia Carrere (Lisa Chan)
- Clyde Kusatsu (Sam)
- Conan Lee (en) (Ji)

- Pete n'apparaît pas dans cet épisode.
- Une des premières apparitions de Tia Carrere sur le petit écran.
- Deuxième apparition de Clyde Kusatsu après avoir joué Anek dans l'épisode Le Triangle d'or (1x02).

### Épisode 5:Atterrissage périlleux
40192-028
- États-Unis : 27 octobre 1986 sur ABC
- France : 28 février 1988 sur Antenne 2

- Ramón Franco (Ramón)
- Pamela Gidley (Gina)
- Ricky Paull Goldin (en) (Tommy)
- David Harris (en) (Luther)
- Gregory Itzin (Tom Cavanaugh)

### Épisode 6:Le Roi des menteurs
40192-029
- États-Unis : 3 novembre 1986 sur ABC
- France : 6 mars 1988 sur Antenne 2

- Patricia McPherson (Michelle Forester)
- Silvana Gallardo (Elena)
- Kevyn Major Howard (en) (Sonny)
- Gregory Sierra (Colonel Antunnez)

- Jack Dalton fait son apparition dans l'univers de MacGyver et deviendra un personnage récurrent.
- Gregory Sierra fait son retour, cette fois dans le rôle du Colonel Antunnez. Il avait incarné le Général Antonio Vasquez dans l'épisode Le Gantelet (1x04).

### Épisode 7:Route dangereuse
40192-030
- États-Unis : 10 novembre 1986 sur ABC
- France : 3 avril 1988 sur Antenne 2

- Marilyn Jones (en) (Debra Easton)
- Salome Jens (Sœur Margaret)
- Patrick Gorman (en) (Gilbert Arnaud)
- Dana Lee (Chanthara)

### Épisode 8:Les Aigles
40192-025
- États-Unis : 17 novembre 1986 sur ABC
- France : 14 février 1988 sur Antenne 2

- Julie Cobb (en) (Susan Cooper)
- Chris Stone (Curry)
- Michael MacRae (Gant)
- Peter MacLean (M. Nystrom)
- Danny Cooksey (Darin Cooper)

### Épisode 9:Le Silence est d'or
40192-031
- États-Unis :24 novembre 1986 sur ABC
- France : 27 mars 1988 sur Antenne 2

- Mary Beth Barber (Carrie Linden)
- Jack Colvin (Abel Makepeace)
- Geoffrey Lewis (David Crane)
- Carl Ciarfalio (en) (Gorman)
- Ji-Tu Cumbuka (en) (Le cavalier maure / Le cavalier)

### Épisode 10:Hollywood nous voilà!
40192-032
- États-Unis : 15 décembre 1986 sur ABC
- France : 17 avril 1988 sur Antenne 2

- Edward Mulhare (Guy Roberts)
- Anne Rogers (June Roberts)
- Richard Hatch (Michael Talbot)
- Dennis Stewart (en) (Tom)
- Michael Rider (Phil)

### Épisode 11:La Fondation Phoenix
40192-033
- États-Unis : 5 janvier 1987 sur ABC
- France : 24 avril 1988 sur Antenne 2

- Tricia O'Neil (en) (Susan Murphy / Victoria James)
- Richard Lineback (Phillips)
- Harry Beer (Fred)

- Pete n'apparaît pas dans cet épisode.
- Dans cet épisode, on apprend pourquoi MacGyver appelle son grand-père par son prénom.
- Des flash-back expliquent la mort du père de MacGyver et celle de sa grand-mère, la femme de Harry.

### Épisode 12:Affaire de famille
40192-034
- États-Unis : 12 janvier 1987 sur ABC
- France : 8 mai 1988 sur Antenne 2

- T. Scott Coffey (Michael Thornton)
- Penelope Windust (Connie Thornton)
- Donald Gordon (Frank Bonner)
- Beau Billingslea (en) (Boone)
- Jeffrey Josephson (Obadiah Moss)

### Épisode 13:Bienvenue à l'ouest
40192-035
- États-Unis : 19 janvier 1987 sur ABC
- France : 4 juin 1989 sur Antenne 2

- Robert Donner (Vince)
- Vincent Schiavelli (Lyle)
- Michael Ensign (Derek Thompson)
- Elya Baskin (Yuri Demetri)

### Épisode 14:L'Anniversaire
40192-036
- États-Unis : 2 février 1987 sur ABC
- France : 1er mai 1988 sur Antenne 2

- Toni Kalem (Elaine Harryman)
- Joseph Lambie (Andrew Harryman)
- David Crowley (Eric)
- Paul Drake (Mitch)
- J.E. Freeman (Karl)
- Bill Henderson (Le vendeur de la station-service)

- Pete n'apparaît pas dans cet épisode.
- La traduction du titre est erronée : le titre initial est Birth Day et pas Birthday.

### Épisode 15:Les Pirates
40192-037
- États-Unis : 9 février 1987 sur ABC
- France : 15 mai 1988 sur Antenne 2

- Marta DuBois (Dr Barbara Ortega)
- Steven M. Gagnon (Commandant Nelson)
- Cliff Potts (Gar Manning)
- Jeff Kober (Matt Bell)
- Nicholas Worth (Jack Rogan)

### Épisode 16:L'Avalanche
40192-038
- États-Unis : 16 février 1987 sur ABC
- France : 22 mai 1988 sur Antenne 2

- Jonathan Goldsmith (en) (Jack)
- Deborah Wakeham (femme de patrouille de ski)
- Robert Pastorelli (Arnie)
- Michael Constantine (Sam Leland)
- Michael Corbett (en) (Phil)

### Épisode 17:Dalton, l'espion
40192-039
- États-Unis : 23 février 1987 sur ABC
- France : 29 mai 1988 sur Antenne 2

- Lee Purcell (en) (Milou) - (Shadow en VO)
- Curt Lowens (Stanley Berrenger)
- Frank L. Annese (L'associé d'Al)
- Duane Tucker (Al)
- Alan Fudge (Jay Michaels)

- Pete n'apparaît pas dans cet épisode.
- Deuxième apparition dans la série d'Alan Fudge, après avoir joué Paul Webster dans l'épisode Juste Vengeance (1x19).
- On peut voir des images de l'épisode Le Roi des menteurs (2x06) sous forme de flash-back.

### Épisode 18:Associés
40192-040
- États-Unis : 2 mars 1987 sur ABC
- France : 5 juin 1988 sur Antenne 2

Iris Alhanti (Sara)

### Épisode 19:L'Échappée belle
40192-041
- États-Unis : 23 mars 1987 sur ABC
- France : 12 juin 1988 sur Antenne 2

- Sandy McPeak (en) (Jeff Moore)
- John Schuck (Joe Henderson)
- Rene Estevez (Kelly Henderson)
- Bert Rosario (Lt. Raul Parra)
- Alex Colon (Colonel Salazar) (Général dans le générique)

### Épisode 20:Copains
40192-040
- États-Unis : 6 avril 1987 sur ABC
- France : 26 juin 1988 sur Antenne 2

- Robin Curtis (Kate Connelly)
- Michael Goodwin (Craig Bannister)
- Tim Rossovich (en) (Mike Desmond)

On peut voir plusieurs scènes d'épisodes de la saison 1 : 
- (épisode 16) Pour un Sourire de Penny.
- (épisode 04) Le Gantelet (scène pré-générique).
- (épisode 03) La Voleuse de Budapest (scène pré-générique).
- (épisode 04) Le Gantelet.
- (épisode 15) La Taupe.
- (épisode 21) Pris au piège (scène pré-générique).
- (épisode 01) MacGyver première (scène pré-générique).

### Épisode 21:MacGyver mort ou vif
40192-043
- États-Unis : 27 avril 1987 sur ABC
- France : 19 juin 1988 sur Antenne 2

- John Pleshette (en) (Lancer/Benson)
- Clive Revill (Tony Braddock)
- Priscilla Morrill (en) (Helen Wilson)
- Kim Miyori (en) (Tara)
- Rockne Tarkington (en) (Jules)
- Nana Visitor (Carol Varnay)

### Épisode 22:Pour l'Amour ou pour l'argent
40192-044
- États-Unis : 4 mai 1987 sur ABC
- France : 11 juin 1989 sur Antenne 2

- Deborah Adair (en) (Diana Rogers)
- Walter Addison (Anton Dubcek)
- Oksana Olijar (Viera Dubcek)
- Reuven Bar-Yotam (Krug)